# Hudson (Wyoming)
Hudson város az USA Wyoming államában, Crook megyében. Lakosainak száma 431 fő (2020. április 1.).

## Népesség
A település népességének változása:

| 2010 | 458 |
| 2020 | 431 |